# Henri Fabre (journaliste)
 (juillet 2020).
Si vous disposez d'ouvrages ou d'articles de référence ou si vous connaissez des sites web de qualité traitant du thème abordé ici, merci de compléter l'article en donnant les références utiles à sa vérifiabilité et en les liant à la section « Notes et références ».
Pour les articles homonymes, voir Henri Fabre et Fabre.
Henri Fabre (ou Henri Dayen), né le 14 juillet 1876 à Ayen (Corrèze) et mort 25 novembre 1969 à Brive-la-Gaillarde, est un journaliste et militant de gauche libertaire français, fondateur du magazine Les Hommes du jour (1908) et de La Corrèze républicaine et socialiste (1918), dont il est resté directeur jusqu’en 1966.

## Biographie
Henri Fabre est le fils de François Fabre, gendarme à cheval, et d'Agathe Poullot. À treize ans, il quitte la Corrèze pour Paris où il occupe divers emplois, garçon de laboratoire, employé de bureau, et commence à envoyer des articles à des journaux ouvriers, ce qui lui fait perdre son emploi. Il entame alors un « tour de France ».
À Lyon, il crée un hebdomadaire, La Jeunesse nouvelle (le premier numéro paraît le 5 décembre 1896) au moment où Sébastien Faure fonde à Paris Le Libertaire, auquel Fabre envoie des articles.
De retour à Paris, il collabore à de nombreuses publications : Le Dictionnaire La Châtre, La Guerre sociale et fonde en 1908 l'hebdomadaire Les Hommes du jour. 

### La Première Guerre mondiale
Le 18 février 1915, il épouse à Chelles (Seine-et-Marne) Lucienne Vauvert.
En 1916, il crée Le Journal du peuple, de tendance pacifiste et libertaire. Hostile à la guerre, Fabre accueille favorablement la Révolution d'Octobre en Russie. 
Puis il s'établit à Brive où il fonde, en 1918, l'hebdomadaire La Corrèze républicaine et socialiste. 

### L'entre-deux-guerres
Il adhère à la Section française de l'Internationale communiste (peu après rebaptisée Parti communiste français) lors du congrès de Tours (décembre 1920), mais en est exclu en octobre 1922 en dépit de l'opposition de Lucie Leiciague.

### La Seconde Guerre mondiale et après
Actif jusqu'à sa mort, il est, âgé de 93 ans, le doyen des journalistes français.